# 陈彩
陈彩，广东人，是一名清朝政治人物。进士出身。
陈彩曾于1665年接替孙丞承任苏松道道员一职，由安世鼎接任。